# Maruca nigroapicalis
Maruca nigroapicalis is een vlinder uit de familie van de grasmotten (Crambidae), uit de onderfamilie van de Spilomelinae. De wetenschappelijke naam van deze soort is voor het eerst voorgesteld door Joseph de Joannis in een publicatie uit 1929.
De soort komt voor in Vietnam.